# Parallels (compañia)
Parallels es una empresa de software con sede en Bellevue, Washington; se dedica principalmente al desarrollo de software de virtualización para macOS. La empresa tiene oficinas en 15 países, entre ellos Estados Unidos, Alemania, Reino Unido, Francia, Japón, China, España, Rusia, Australia y Ucrania, y cuenta con más de 800 empleados.

## Historia de la empresa
La empresa privada de software de automatización y virtualización de servidores SWSoft desarrolló software para el funcionamiento de centros de datos, especialmente para empresas de servicios de alojamiento web y proveedores de servicios de aplicaciones. Su producto Virtuozzo fue una de las primeras soluciones de virtualización de servidores a nivel de sistema, y en 2003 compraron Plesk, una plataforma comercial de alojamiento web.
La adquisición de Parallels por parte de SWsoft se mantuvo más o menos en secreto hasta enero de 2004, dos años antes de que Parallels se convirtiera en la corriente principal. En 2004, SWsoft adquirió Parallels, Inc. y Parallels Workstation para Windows y Linux 2.0 y Parallels Desktop para Mac a mediados de 2006. Ese mismo año, la sede central se trasladó de Herndon, Virginia a Renton, Washington.
En la Worldwide Developers Conference de Apple 2007 en San Francisco, California, Parallels anunció y demostró su próximo Parallels Server para Mac. Parallels Server para Mac permitirá a los administradores de TI ejecutar múltiples sistemas operativos de servidor en un único Mac Xserve.
En 2007 la empresa alemana Netsys GmbH demandó al distribuidor alemán de Parallels, Avanquest, por violación de los derechos de autor (véase Parallels Desktop para Mac para más detalles), luego se anunció Parallels Server para Mac en la WWDC - y más tarde Parallels Technology Network.
En diciembre de 2018, Corel anunció que había adquirido Parallels.
En el 20 de octubre de 2020 se anunció que Google se ha asociado para llevar aplicaciones de Windows con todas las funciones a las empresas y a los trabajadores de la nube mediante Chrome Enterprise. Chrome OS es cada vez más elegido por las empresas modernas, ya sea para el trabajo remoto, híbrido o en la oficina", dijo John Solomon, vicepresidente de Chrome OS en Google. "Estamos encantados de asociarnos con Parallels para llevar el soporte de aplicaciones de Windows heredadas y con todas las funciones, a través de Parallels Desktop para Chromebook Enterprise, para ayudar a las empresas a pasar fácilmente a los dispositivos y flujos de trabajo en la nube." 

## Productos actuales
- Parallels Desktop for Mac - una plataforma de virtualización x86 para macOS.
- Parallels RAS - Ofrece escritorios virtuales y amplía las sesiones de escritorio de Microsoft Remote Desktop Session Host y aplicaciones a los usuarios a través del protocolo Microsoft RDP.[13]
- Parallels Toolbox - un software que contiene enlaces a funciones comunes del SO.
- Parallels Access - una plataforma de escritorio remoto.
- Parallels Desktop para Chromebook Enterprise - ejecuta aplicaciones Windows con todas las funciones, incluyendo Microsoft Office nativo, en dispositivos Chromebook Enterprise - online y offline.[12]